# Distribució de Gumbel de tipus I
En teoria de la probabilitat i estadística, la distribució de Gumbel de tipus I és aquella distribució de probabilitat que té, com a funció de densitat de probabilitat:
{\displaystyle f(x|a,b)=abe^{-(be^{-ax}+ax)}}
per: 
{\displaystyle -\infty <x<\infty .}
La distribució s'usa principalment en l'anàlisi de valors extrems en anàlisi de la supervivència (també conegut com a anàlisi de duració). La distribució rep el nom del matemàtic alemany Emil Julius Gumbel (1891 – 1966).